# Унтермерцбах
Унтермерцбах (нем. Untermerzbach) — община в Германии, в земле Бавария. Подчиняется административному округу Нижняя Франкония. Входит в состав района Хасберге.
По данным на 31 декабря 2015 года:
- территория — 2775,38 га;
- население — 1696 чел.;
- плотность населения — 61,11 чел./км²;
- землеобеспеченность с учётом внутренних вод — 16 364,27 м²/чел.

До 1 января 1994 года община входила в состав административного сообщества Эберн.

## Население
По оценке на 31 декабря 2015 года население общины Унтермерцбах составляет 1696 чел. 

| Дата      | 1840 | 1871 | 1900 | 1925 | 1939 | 1950 | 1961 | 1970 | 1987 | 2011 |
| --------- | ---- | ---- | ---- | ---- | ---- | ---- | ---- | ---- | ---- | ---- |
| Население | 2216 | 2145 | 1910 | 1917 | 1714 | 2775 | 2133 | 1960 | 1757 | 1713 |

| Год       | 1960 | 1970 | 1980 | 1990 | 2000 | 2009 | 2010 | 2011 | 2012 | 2013 | 2014 | 2015 |
| --------- | ---- | ---- | ---- | ---- | ---- | ---- | ---- | ---- | ---- | ---- | ---- | ---- |
| Население | 2047 | 1956 | 1723 | 1858 | 1883 | 1708 | 1713 | 1716 | 1724 | 1709 | 1699 | 1696 |